# Aira Villegas
Aira Villegas (født 1995) er en filippinsk bokser.
Hun repræsenterede Filippinerne ved sommer-OL 2024 i Paris, hvor hun vandt bronze i fluevægtskategorien.